# Jonathan Ayité
Pour les articles homonymes, voir Ayité.
Jonathan Ayité est un footballeur franco-togolais né le 22 juillet 1985 à Bordeaux former à Bordeaux qui évoluait dernièrement au poste d'attaquant avec le club chypriote du Ypsonas FC. Son frère, Floyd, est également footballeur professionnel.

## Biographie

### Originaire de Bordeaux
Formé à Bordeaux, il évolue en CFA2 avec le Stade Bordelais lors des saisons 2004-2005 et 2005-2006.
Il intègre l'équipe réserve des Girondins de Bordeaux en CFA et s'entraîne avec le groupe professionnel lors de la saison 2006-2007, mais ne se voit pas proposer de contrat en fin de saison.

### Débuts professionnels au Stade brestois
En juillet 2007, il s'engage pour deux saisons avec le Stade brestois . Lors de la saison 2007-2008 de Ligue 2, il inscrit 6 réalisations en 26 rencontres.

### Révélation au Nîmes Olympique
Après un début de saison 2008-2009 en demi-teinte, où il se retrouve rapidement relégué sur le banc, il s'engage au mercato hivernal au Nîmes Olympique, toujours en Ligue 2, pour six mois avec une option pour une saison supplémentaire en cas de maintien.
Il participe à la remontée du club lors de la deuxième partie de saison, et permet de le sauver de la relégation en inscrivant notamment 4 buts en 18 rencontres. En juillet 2009 il signe pour 3 ans supplémentaires avec le club gardois.
Lors de la saison 2009-2010, il est le meilleur buteur du club nîmois avec 16 buts toutes compétitions confondues. Il est aussi le 12e buteur de Ligue 2 avec 11 buts et forme alors un duo d'attaquant reconnu avec Jean-Jacques Mandrichi. À 24 ans, il perce ainsi tardivement au haut niveau et est alors convoité par quelques clubs plus huppés.
Il redémarre la saison 2010-2011 sur le même rythme que la précédente, et même si ses performances sont moins impressionnantes en fin d'année 2010, il continue d'attirer les recruteurs de l'élite.

### Retour au Stade brestois
À la recherche d'un attaquant pour épauler Nolan Roux et le remplacer pendant une blessure, et après avoir en vain essayé de recruter Sebastián Ribas, le Stade brestois 29 jette son dévolu sur Jonathan Ayité deux ans après son départ du club. Le Togolais  s'engage finalement avec le club breton le 31 janvier 2011, le dernier jour du marché des transferts hivernal pour un montant estimé entre 0,5 et 1 million d'euro.
Il marque son premier but face à l'AS Nancy-Lorraine lors de ses débuts en Ligue 1, puis il s'offre un doublé deux jours plus tard contre l'AS Monaco. Ses débuts sont superbes en Ligue 1 puisqu'il marque 3 buts en 3 matchs. Après un petit passage à vide il retrouve son efficacité lors d'un match important pour le maintien en égalisant, juste après son entrée en jeu, face au RC Lens. Sa toute première demi-saison de Ligue 1 restera la plus probante avec 14 apparitions et 4 buts.
Lors de la saison 2011-2012 il est très fréquemment blessé et ne joue plus beaucoup (6 matchs, 0 but). Nolan Roux en début de saison, puis Issam Jemâa, Eden Ben Basat ou encore Alexandre Alphonse ou Adama Ba évolueront comme attaquants centraux du Stade brestois lors de cette saison.
Au début de la saison 2012-2013, il inscrit trois buts en septembre 2012 dont un en coupe de la Ligue. Lors du reste de la première partie de saison, il dispute le plus souvent des bouts de matchs (12 apparitions). Eden Ben Basat mais aussi Charlison Benschop lui sont en effet préférés en pointe, d'autant plus qu'il est de nouveau souvent blessé. Alors qu'il est rétabli, il dispute la CAN 2013 avec le Togo. À son retour et à la suite du départ du meilleur buteur brestois Eden Ben Basat à Toulouse au mercato d'hiver, il pense pouvoir retrouver du temps de jeu. Pendant la CAN et le mercato hivernal, un intérêt de Fulham est évoqué.
En 2013-2014, il dispute le championnat de Ligue 2 avec le Stade brestois. Il connait une saison difficile notamment marquée par sa prise en grippe par le public armoricain qui le trouve suffisant et peu performant. En fin de contrat à la fin de cette année, il n'est pas conservé. Le joueur annonce en juillet 2014 sa signature à Alanyaspor, club de deuxième division turque. Après avoir marqué 7 buts en tout lors de cette saison avec le Stade brestois.

### Carrière internationale
En juin 2007, âgé de 22 ans, il est sélectionné dans l'équipe nationale du Togo pour disputer les éliminatoires de la CAN 2008. Il évolue dans cette sélection avec Emmanuel Adebayor et son frère Floyd Ayité.
En janvier 2010, alors que le Togo s'apprête à rejoindre l'Angola pour y disputer la Coupe d'Afrique des nations de football 2010, il est victime avec ses coéquipiers d'une attaque terroriste.
Il participe aux éliminatoires de la CAN 2012 mais le Togo ne se qualifie pas pour cette compétition.
Il retrouve la sélection en novembre 2012 après sa longue période de blessures pour un match amical contre le Maroc. Entre-temps, le Togo s'est qualifié pour la CAN 2013.
Il dispute deux matchs lors de la CAN 2013 et inscrit un but contre la Côte d'Ivoire. Lors de cette édition, le Togo se qualifie pour la première fois pour les quarts de finale.

### Buts internationaux
| no | Date       | Sélection | Lieu                                             | Adversaire    | Évolution du score | Résultat | Compétition  |
| -- | ---------- | --------- | ------------------------------------------------ | ------------- | ------------------ | -------- | ------------ |
| 1  | 22/08/2007 | -         | stade de Kégué, Lomé, Togo                       | Zambie        | 1 - 1              | 3 - 1    | Match amical |
| 2  | 22/08/2007 | -         | stade de Kégué, Lomé, Togo                       | Zambie        | 2 - 1              | 3 - 1    | Match amical |
| 3  | 22/01/2013 | -         | Stade Royal Bafokeng, Rustenburg, Afrique du Sud | Côte d'Ivoire | 1-1                | 2 - 1    | CAN 2013     |

## Carrière
| Saison      | Club                    | Pays   | Championnat | Championnat | Championnat | Championnat  | Championnat  | Coupe de France | Coupe de France | Coupe de la Ligue | Coupe de la Ligue | Togo   | Togo |
| Saison      | Club                    | Pays   | Division    | Matchs      | Buts        | Cartons      | Cartons      | Matchs          | Buts            | Matchs            | Buts              | Matchs | Buts |
| ----------- | ----------------------- | ------ | ----------- | ----------- | ----------- | ------------ | ------------ | --------------- | --------------- | ----------------- | ----------------- | ------ | ---- |
| Saison      | Club                    | Pays   | Division    | Matchs      | Buts        | Carton jaune | Carton rouge | Matchs          | Buts            | Matchs            | Buts              | Matchs | Buts |
| 2004 - 2005 | Stade bordelais         | France | CFA2        | -           | -           | -            | -            | -               | -               | -                 | -                 | -      | -    |
| 2005 - 2006 | Stade bordelais         | France | CFA2        | -           | -           | -            | -            | -               | -               | -                 | -                 | -      | -    |
| 2006 - 2007 | Girondins de Bordeaux B | France | CFA         | 25          | 5           | -            | -            | -               | -               | -                 | -                 | -      | -    |
| 2007 - 2008 | Stade brestois          | France | Ligue 2     | 26          | 6           | 1            | 0            | 2               | 0               | 1                 | 1                 | 2      | 2    |
| 2008 - 2009 | Stade brestois          | France | Ligue 2     | 9           | 0           | 0            | 0            | -               | -               | 2                 | 0                 | -      | -    |
| 2008 - 2009 | Nîmes Olympique         | France | Ligue 2     | 18          | 4           | 3            | 0            | 0               | 0               | 0                 | 0                 | -      | -    |
| 2009 - 2010 | Nîmes Olympique         | France | Ligue 2     | 34          | 11          | 4            | 1            | 3               | 2               | 3                 | 3                 | 3      | 0    |
| 2010 - 2011 | Nîmes Olympique         | France | Ligue 2     | 18          | 4           | 1            | 1            | 2               | 2               | 3                 | 2                 | 2      | 0    |
| 2010 - 2011 | Stade brestois          | France | Ligue 1     | 14          | 4           | 1            | 0            | 0               | 0               | 0                 | 0                 | 3      | 0    |
| 2011 - 2012 | Stade brestois          | France | Ligue 1     | 6           | 0           | 0            | 0            | -               | -               | 0                 | 0                 | -      | -    |
| 2012 - 2013 | Stade brestois          | France | Ligue 1     | 22          | 2           | 1            | 0            | 1               | 0               | 1                 | 1                 | 5      | 1    |
| 2013 - 2014 | Stade brestois          | France | Ligue 2     | 22          | 7           | 4            | 0            | 3               | 3               | 1                 | 1                 | 0      | 0    |

Mis à jour : fin de saison 2013-2014
Source : LFP (Ligue de Football Professionnel)